# Герб Тельшяйського повіту

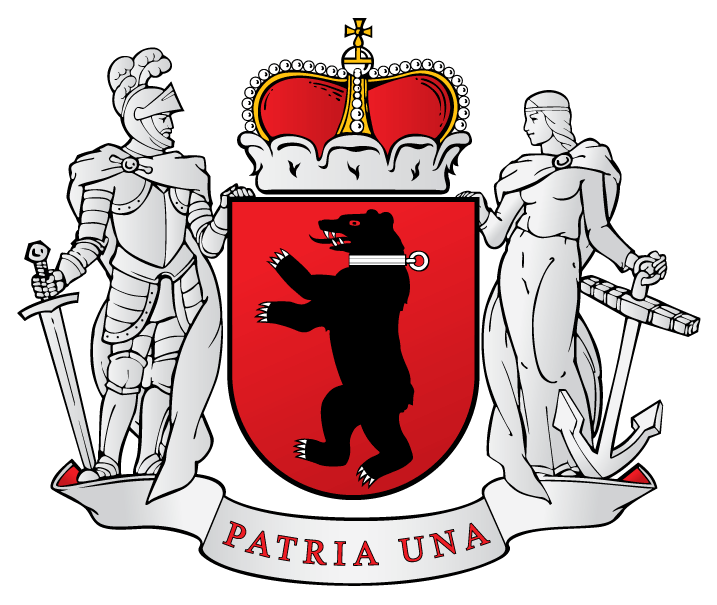
Герб Жмуді

Герб Ягеллонів

Герб Тельшяйського повіту (лит. Telšių apskritis herbas) — символ сучасного адміністративно-територіального утворення в Литовській республіці Тельшяйського повіту. 

## Історія
Герб Тельшяйського повіту затверджено Декретом президента Литви за № 175 від 20 грудня 2004 року.
Автор еталонного герба — художник Арвідас Каждайліс.

## Опис (блазон)
У червоному полі спинається чорний ведмідь зі срібним ланцюгом на шиї і таким же озброєнням: зубами, язиком і пазурами; на синій облямівці десять золотих литовських подвійних хрестів.

## Зміст
Сюжет з чорним ведмедем із ошийником походить з земельного герба історичної Жмуді (Жемайтії), частину території якої займає сучасний повіт. Місто Тельшяй уважається теперішньою столицею Жемайтії. Герб Жмуді з ведмедем відомий з XVІ століття і постійно згадується в різних гербовниках, а наприкінці XVІІІ століття фігурував на Тельшайських повітових печатках.
Синя облямівка з десятьма ягеллонськими хрестами (хрестами з чотирма раменами) — загальний елемент для гербів повітів Литви. Ягеллонський хрест символізує Литву, число 10 вказує на кількість повітів, золото в синьому полі — традиційні кольори ягеллонського хреста.